# 昂特勒拉克
昂特勒拉克（法語：Entrelacs，法語發音：[ɑ̃tʁəlak]）是法国萨瓦省的一个市镇，属于尚贝里区。该市镇于2016年由原市镇阿尔邦斯、塞桑、埃佩尔西、莫尼亚尔、圣日耳曼拉尚博特和圣吉罗合并而成，行政中心位于阿尔邦斯。

## 地名
该地名“Entrelacs”为“Entre lacs”的缩合，意为“（两）湖之间”，因该地位于布尔歇湖与阿讷西湖之间而得名。需要注意的是，其与意为“交错”的同形法语词“entrelacs”无关，且后者发音为[ɑ̃tʁəla]，字母“c”（及“s”）不发音。

## 地理
昂特勒拉克（45°47'14"N, 5°56'45"E）面积51.9 平方千米，位于法国奥弗涅-罗讷-阿尔卑斯大区萨瓦省，该省份为法国东部省份，历史上为薩伏依的一部分，北起上萨瓦省，西接伊泽尔省和安省，南部和东部与上阿尔卑斯省和意大利接壤。
与昂特勒拉克接壤的市镇（或旧市镇、城区）包括：尚德里约、布洛伊、马桑日、圣费利克斯、圣乌尔斯、谢纳-莱弗拉斯、格雷西叙艾克斯、蒙塞勒、拉比奥勒、吕菲约、布里松-圣伊诺桑、莫伊。
昂特勒拉克的时区为UTC+01:00、UTC+02:00（夏令时）。

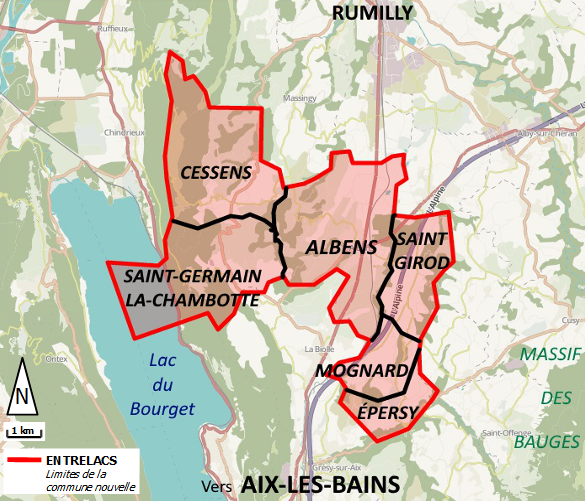
昂特勒拉克的定位图

## 行政
昂特勒拉克的邮政编码为73410，INSEE市镇编码为73010。

## 政治
昂特勒拉克所属的省级选区为艾克斯莱班第一县。

## 人口
昂特勒拉克于2022年1月1日时的人口数量为6465人。